# 早稻田
早稻田（日语：わせだ）在日本有下列意思：
1. 最早收割的田，最早種植的田。也可指種植早熟品種稻米的田地。有時也書寫為早田，此時讀作「はやた」。
2. 現行地名或人名。

## 東京都新宿區
東京都新宿區早稻田町周邊有許多以早稻田命名的地名，早稻田多是作為這一帶的廣域地名。
- 西早稻田
- 早稻田町
- 早稻田南町
- 早稻田鶴卷町
- 戶塚町
- 馬場下町
- 戶山町
- 喜久井町
- 原町
- 辯天町

東京新宿區內的早稻田位在神田川南側，是文豪夏目漱石的出生地，現今則是因早稻田大學而知名的學生街。由西早稻田往高田馬場車站的早稻田通沿線散布著舊書店。
古時是有著大量水田的農村地帶，東京專門學校（之後的早稻田大學）開校後，逐漸發展為學生街、文教區。
本部在同區戶塚町的早稻田大學，常簡稱為早稻田。現在此地有早稻田大學的本部校區（早稻田校區）、文學學術院校區（戶山校區）、喜久井町校區、理工學術院校區（西早稻田校區）。早稻田校區與西早稻田校區之間有學習院女子大學，北側的豐島區有日本女子大學，戶山校區南側有東京女子醫科大學，高田馬場站周邊有許多專門學校，學生眾多。學生向的旅舍、餐飲店、不動產店、書店等大量聚集此地，早稻田通沿線形成東京都內頗具規模的舊書街。裝訂、印刷業原本也十分興盛，現在規模已逐漸縮小。由於夏、春假期期間人潮大幅減少，因此此地也可發現僅在學期中營業的飲食店。
學生間通常也把高田馬場包含在早稻田地區。
穴八幡神社保留了自江戶時代以來的流鏑馬活動。每年的10月10日於鄰近的戶山公園舉行。戶山公園內有東京都區部山手線內最高的山箱根山。此外，每年冬至至節分，寺內湧入許多來求『一陽來復』御守（護身符）的民眾。

## 其他都縣
- 青森縣青森市鶴坂字早稻田
- 青森縣弘前市早稻田
- 福島縣石川郡古殿町論田字早稻田
- 新潟縣村上市板屋越字早稻田
- 長野縣下伊那郡阿南町西条早稻田 - 早稻田神社。
- 埼玉縣三鄉市早稻田1 - 8丁目（舊北葛飾郡早稻田村）
- 愛知縣長久手市岩作早稻田
- 愛知縣長久手市早稻田
- 廣島縣廣島市東區牛田早稻田

## 交通

### 鐵路
- 東京地下鐵
  - 東西線（早稻田站）
- 東京都交通局
  - 都電荒川線（早稻田站）

### 道路
- 早稻田通（日语：早稲田通り）
- 早大通（日语：早大通り）
- Grand坂（グランド坂）
- 諏訪通（日语：諏訪通り (東京都)）
- 外苑東通
- 新目白通
- 夏目坂（日语：夏目坂通り）
- 箱根山通

## 河川
- 神田川
- 蟹川（日语：蟹川 (東京都)）（地下）

## 主要建物、設施
- 早稻田大學（早稻田校區、戶山校區、喜久井町校區）
- 早稻田中學校及高等學校
- 早稻田大學系屬早稻田實業學校
- 東京麗嘉皇室酒店（日语：リーガロイヤルホテル）
- 穴八幡神社（日语：穴八幡宮）
- 戶山公園（日语：戸山公園）
- 國立感染症研究所
- 甘泉園公園
- 大隈庭園
- 東京都交通局早稻田自動車營業所（日语：都営バス早稲田営業所）
- 三朝庵 - 咖哩烏龍麵、豬排飯發源店
- 解放社（日语：解放社）本社
- 早稻田奉仕園（日语：早稲田奉仕園）
- AVACO Bridal Hall（アバコブライダルホール）
- 埃及考古學大樓

## 相關項目
- 早稻田大學
- 夏目漱石